# Attaque à la voiture-bélier

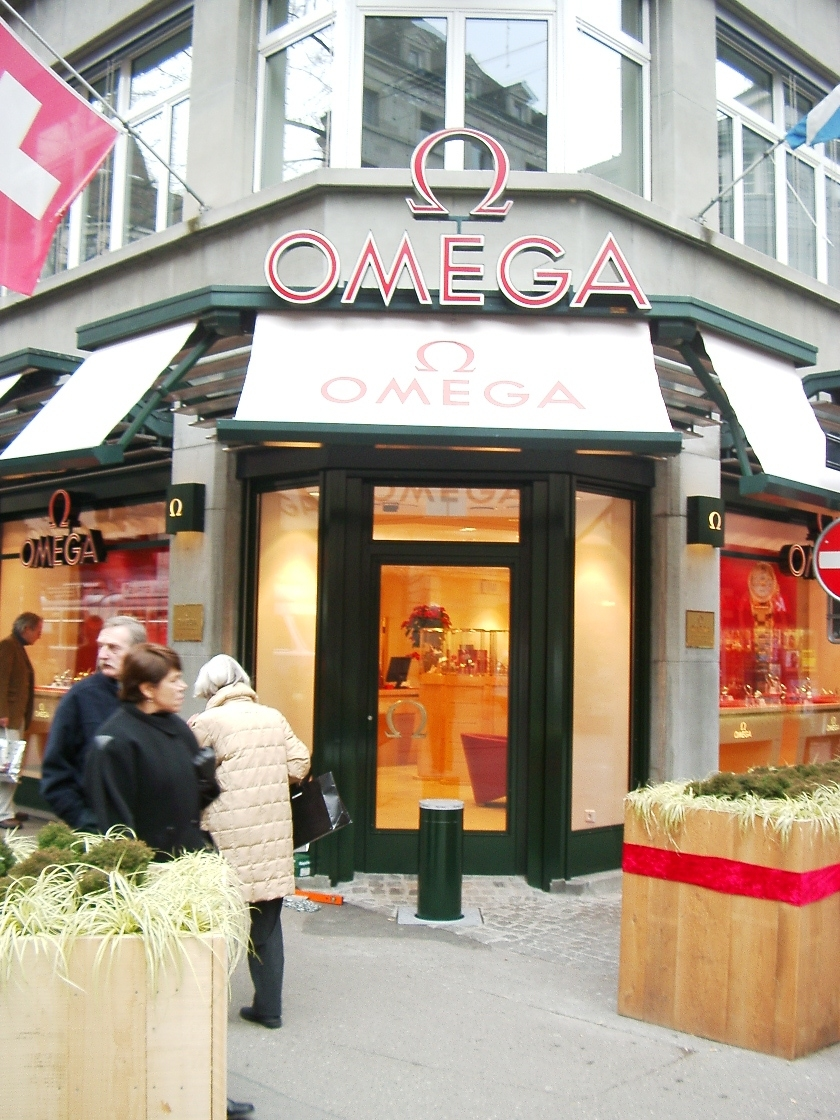
Bollard contre les voitures-bélier.

Une attaque à la voiture-bélier est l'utilisation d'un véhicule à moteur conduit sur la façade d'un bâtiment afin de la démolir pour y pénétrer et y commettre un vol. Une voiture-bélier peut également être utilisée comme arme par destination, par exemple lors d'un attentat contre une foule. Afin de s'en protéger, des dispositifs anti-voiture-bélier, plots en béton et bollards, sont placés devant certains bâtiments ou zones sensibles.

## Histoire
Les premières attaques à la voiture-bélier remontent aux années 1930 aux États-Unis, lorsque le truand John Herbert Dillinger et sa bande projetaient, à compter de 1934, des véhicules volés contre les établissements qu’ils souhaitaient dévaliser,.

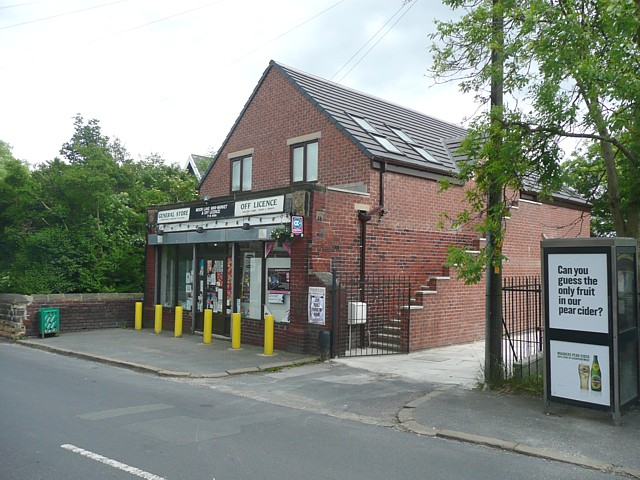
Protections (en jaune) contre les voitures-béliers devant une boutique en Angleterre.

Le 13 décembre 2010 le département de la Sécurité intérieure des États-Unis (United States Department of Homeland Security) et le Federal Bureau of Investigation (Bureau fédéral d'enquête) mentionnent que « des terroristes de l’étranger incitent à mener des attaques à la voiture bélier. Ce type d'attaques pourrait cibler des bâtiments ou des endroits où un grand nombre de personnes se rassemblent. Manifestations sportives, lieux de divertissement ou centres commerciaux, et permettre à des terroristes n'ayant pas accès à des explosifs ou des armes, l'occasion de mener des attentats aux États-Unis avec un minimum de formation ou d'expérience ».
Le même type de conseil se retrouve presque concomitamment en 2014 dans le magazine djihadiste Inspire du groupe AQPA et dans les propos du porte-parole de l'État islamique le Syrien Abou Mohammed al-Adnani : « Si vous pouvez tuer un incroyant américain ou européen - en particulier les méchants et sales Français - ou un Australien ou un Canadien, ou tout […] citoyen des pays qui sont entrés dans une coalition contre l’État islamique, alors comptez sur Allah et tuez-le de n’importe quelle manière. […] Frappez sa tête avec une pierre, égorgez-le avec un couteau, écrasez-le avec votre voiture, jetez-le d’un lieu en hauteur, étranglez-le ou empoisonnez-le. »
Après avoir déjà été recensé en 2014 au Canada dans l'attentat de Saint-Jean-sur-Richelieu, l'année 2016 est marquée par plusieurs attentats réalisés à l'aide de camions-béliers, pour la plupart revendiqués par le groupe terroriste État islamique, le plus meurtrier étant l'attentat du 14 juillet 2016 à Nice avec 86 morts. Le mode opératoire est également utilisé dans l'attentat du 19 décembre 2016 à Berlin (13 morts), à deux reprises en quelques semaines en Grande-Bretagne (22 mars à Westminster et 3 juin 2017 à Londres pour un bilan de 6 et 11 morts), puis dans le double attentat des 17 et 18 août 2017 en Catalogne.
L'attentat du 8 janvier 2017 à Jérusalem utilise non une voiture mais un camion-grue pour une attaque et provoque 4 morts.
Le mode opératoire est aussi utilisé par des groupes d'autres biais idéologiques que le terrorisme islamiste. Ainsi, le 12 août 2017, à la suite de la manifestation « Unite the Right », une voiture de sport conduite par un manifestant d'extrême-droite fonce dans une foule de contre-manifestants affiliés aux mouvements activistes afro-américains et anti-fascistes à Charlottesville (Virginie) et fait un mort et 19 blessés. Il est également utilisé par des personnes décrites comme « déséquilibrées » aux motivations floues comme à Nantes et à Dijon (France) le 22 décembre 2014, à Stillwater (Oklahoma) le 24 octobre 2015 ou à Las Vegas (Nevada) le 21 décembre 2015.

## Attentats islamistes
- Attentat d'Azor en 2001
- Attaque à la voiture bélier de l'université de Caroline du Nord en 2006
- Attaque à la voiture bélier de 2008 à Jérusalem
- Meurtre de Lee Rigby
- Attentat de la place Tian'anmen de 2013
- Attentat de Saint-Jean-sur-Richelieu de 2014
- Attentat du 22 octobre 2014 à Jérusalem
- Attentat de Saint-Quentin-Fallavier
- Attentat du 14 juillet 2016 à Nice
- Attentat du 28 novembre 2016 à l'université d'État  de l'Ohio
- Attentat du 19 décembre 2016 à Berlin
- Attentat du 8 janvier 2017 à Jérusalem
- Attentat de Westminster
- Attentat du 7 avril 2017 à Stockholm
- Attentat du 3 juin 2017 à Londres
- Attentat du 19 juin 2017 sur l'avenue des Champs-Élysées à Paris
- Attaque contre des militaires à Levallois-Perret
- Attentats des 17 et 18 août 2017 en Catalogne
- Attentat du 30 septembre 2017 à Edmonton
- Attentat du 31 octobre 2017 à Manhattan
- Attentat du 29 juillet 2018 au Tadjikistan
- Attaque du 27 avril 2020 à Colombes
- Attentat du 18 août 2020 à Berlin
- Attaque de Beer-Sheva en 2022
- Attentat du 15 novembre 2022 à Ariel
- Attentat de La Nouvelle-Orléans
- Attentat du 13 février 2025 à Munich

## Attentats d'extrême-droite
- Attaque à la voiture-bélier à Charlottesville
- Attaque de la mosquée de Finsbury Park à Londres

## Autres attaques
- Massacre d'Akihabara
- Attaque contre la famille royale néerlandaise de 2009
- Attentat de Graz de 2015
- Attaque à la voiture-bélier du 18 mai 2017 à Times Square
- Attaque à la voiture-bélier de décembre 2017 à Melbourne
- Attaque à Münster de 2018
- Attaque à la voiture-bélier du 23 avril 2018 à Toronto
- Attentat du 14 août 2018 à Londres
- Attaque à la voiture-bélier de Volkmarsen
- Attentat à la garderie de Laval
- Attaque du 13 mars 2023 à Amqui
- Attaque du 11 novembre 2024 à Zhuhai
- Attaque du 21 décembre 2014 à Dijon
- Attentat du marché de Noël de Magdebourg